# Корно (Торино)
Корно (итал. Corno) је насеље у Италији у округу Торино, региону Пијемонт.
Према процени из 2011. у насељу је живело 79 становника. Насеље се налази на надморској висини од 241 м.